# Татарские Шуруты
Тата́рские Шуру́ты (чув. Тутар Шурут) — деревня в Комсомольском районе Чувашской Республики. Входит в состав Шераутского сельского поселения.

## География
Находится в юго-восточной части Чувашии, на расстоянии приблизительно 15 км на юг-юго-запад по прямой от районного центра села Комсомольское.

## История
Основана как поселение служилых татар во второй половине XVII века. В 1671 году было учтено 4 двора. В 1795 году было учтено 29 дворов и 175 жителей, в 1859 — 31 двор, 372 жителя, в 1926—127 дворов и 660 жителей, в 1939—640 жителей, в 1979—512. В 2002 году было 108 дворов, в 2010 — 89 домохозяйств. В 1930 году образован колхоз «Алга», в 2010 действовал колхоз «Урожай». Во второй половине XVII века была построена мечеть, в 1872 — школа-мектеб.

## Население
Постоянное население составляло 281 человек (татары 100 %) в 2002 году, 272 в 2010.